# Carla Tristan
Carla Tristan (ur. 29 stycznia 1988 w Limie w Peru) – peruwiańska siatkarka, występująca na pozycji przyjmującej. Obecnie występuje w drużynie Alianza Lima.